# Cantone di Grand-Fougeray
Il Cantone di Grand-Fougeray era una divisione amministrativa dell'arrondissement di Redon.
A seguito della riforma approvata con decreto del 18 febbraio 2014, che ha avuto attuazione dopo le elezioni dipartimentali del 2015, è stato soppresso.

## Composizione
Comprendeva i comuni di:
- La Dominelais
- Grand-Fougeray
- Sainte-Anne-sur-Vilaine
- Saint-Sulpice-des-Landes